# Régiment Dauphin dragons
Das Régiment Dauphin dragons (zuletzt: 7e régiment de dragons) war ein Regiment der Kavallerie, aufgestellt 1673 im Königreich Frankreich während des Ancien Régime unter dem Namen Régiment de Sauvebœuf dragons. Es bestand noch während der Ersten Republik und erlosch im Jahre 1815.

## Aufstellung und signifikante Änderungen
- 14. September 1673: Aufstellung des Régiment de Sauvebœuf dragons
- 29. August 1675: Eigentum des Dauphin und Umbenennung in Régiment du Dauphin dragons
- 1. Januar 1791: Umbenennung in 7e Régiment de dragons
- 1814: Umbenennung in Régiment des dragons d’Angoulême
- 1815: Umbenennung in 7e Régiment de dragons
- 1815: aus dem Dienst entlassen

## Ausstattung

### Königliche Standarten
Das Regiment führte vier Guidons (Standarten) aus blauer Seide, besetzt mit Lilien und Dauphins (Delphinen), mit einer Sonne in der Mitte, mit goldenen und silbernen Stickereien, und ebensolchen als Randverzierung.

### Uniformierung

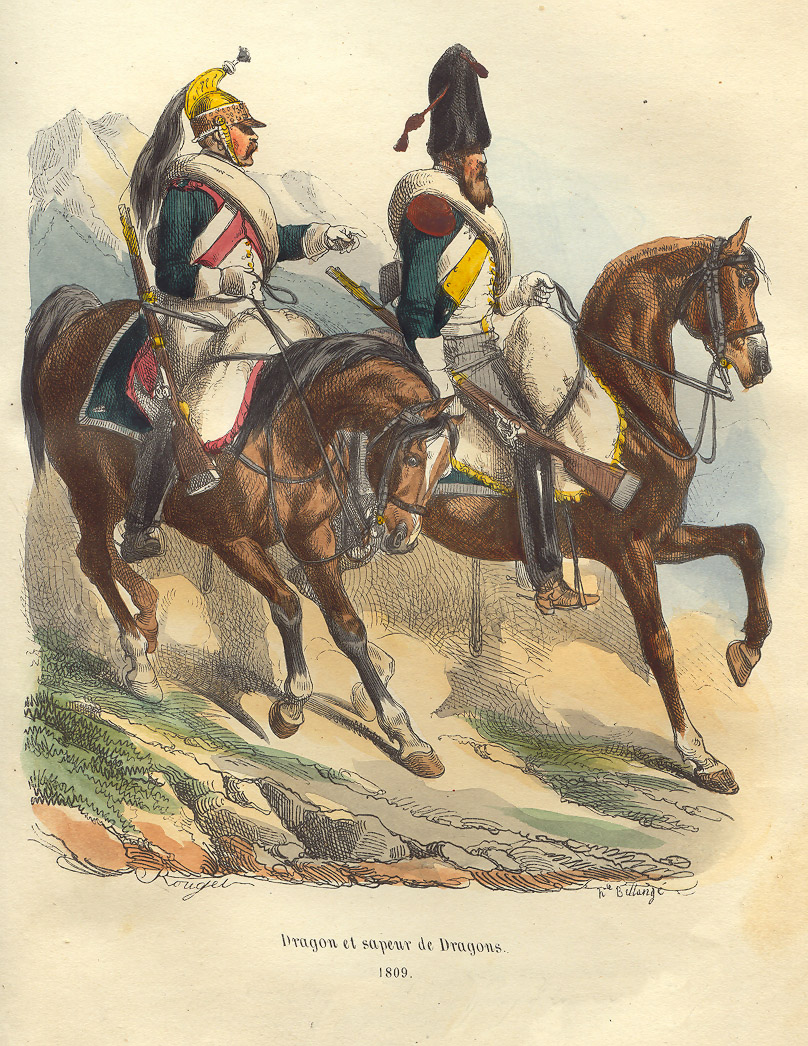
Gemeiner und Sappeur der Dragoner der Grande Armée, Stich von Hippolyte Bellangé, 1843.

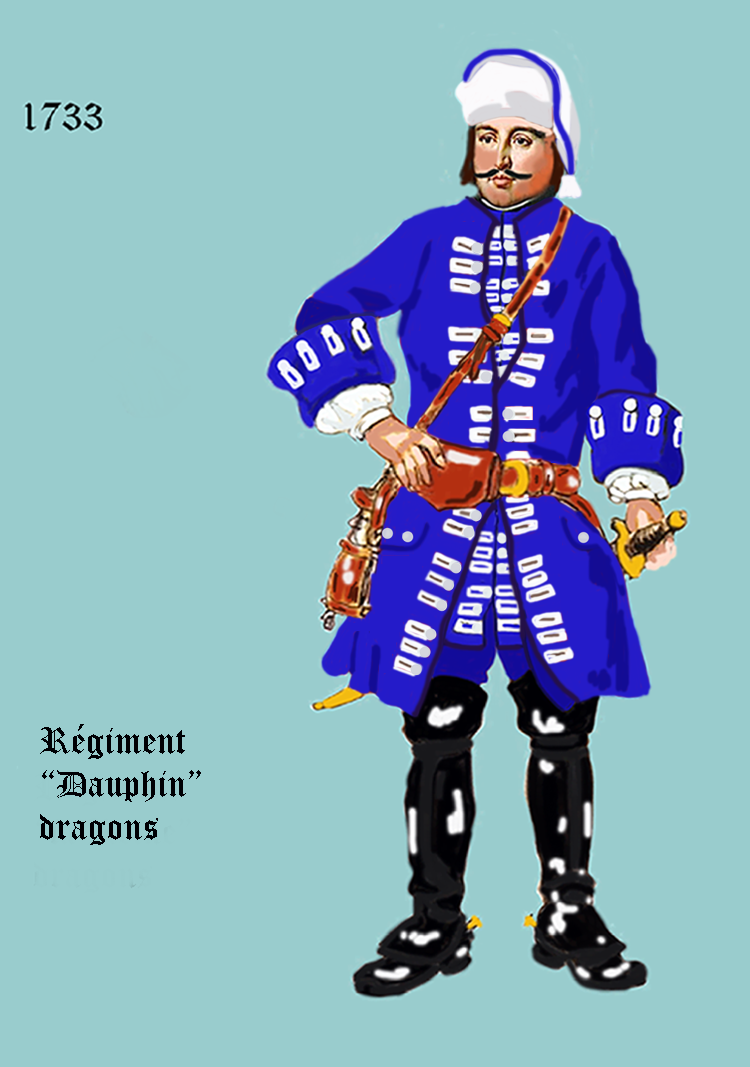
Régiment du Dauphin dragons, 1733 bis 1750
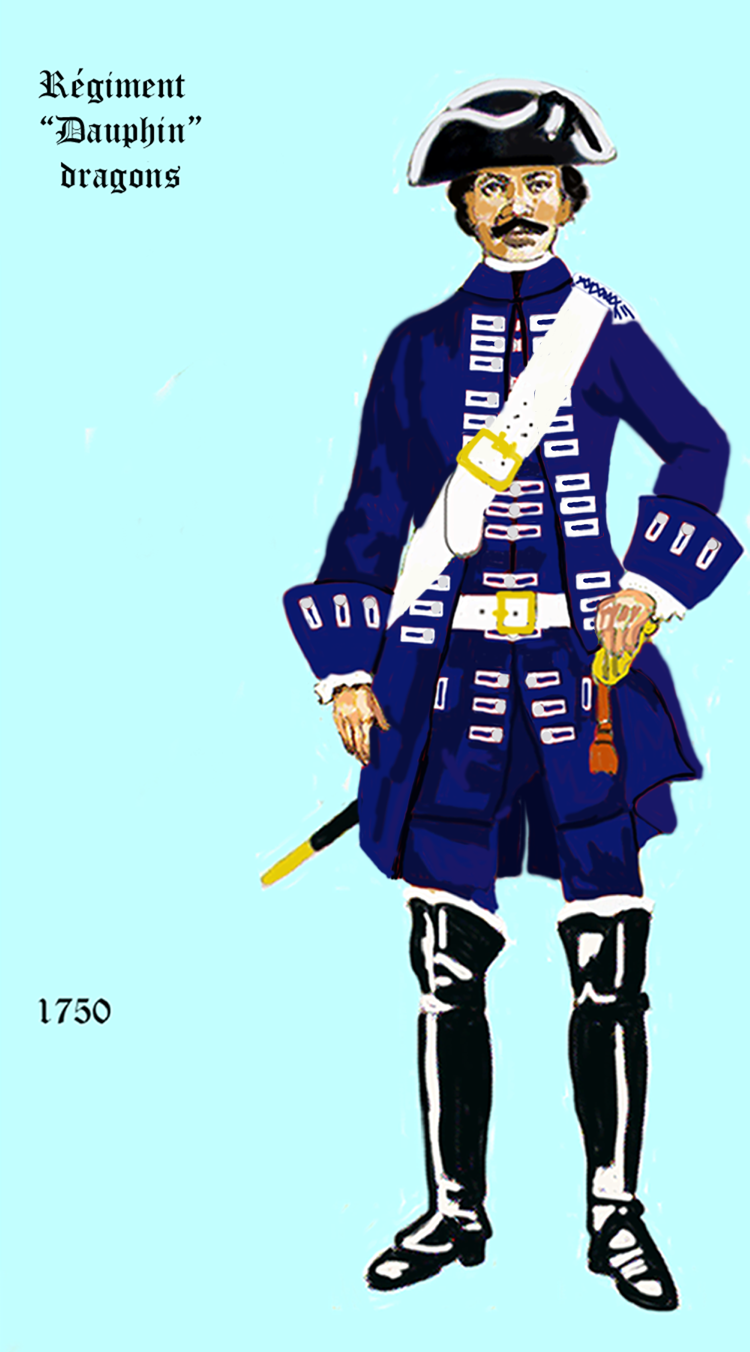
Régiment du Dauphin dragons, 1750 bis 1762
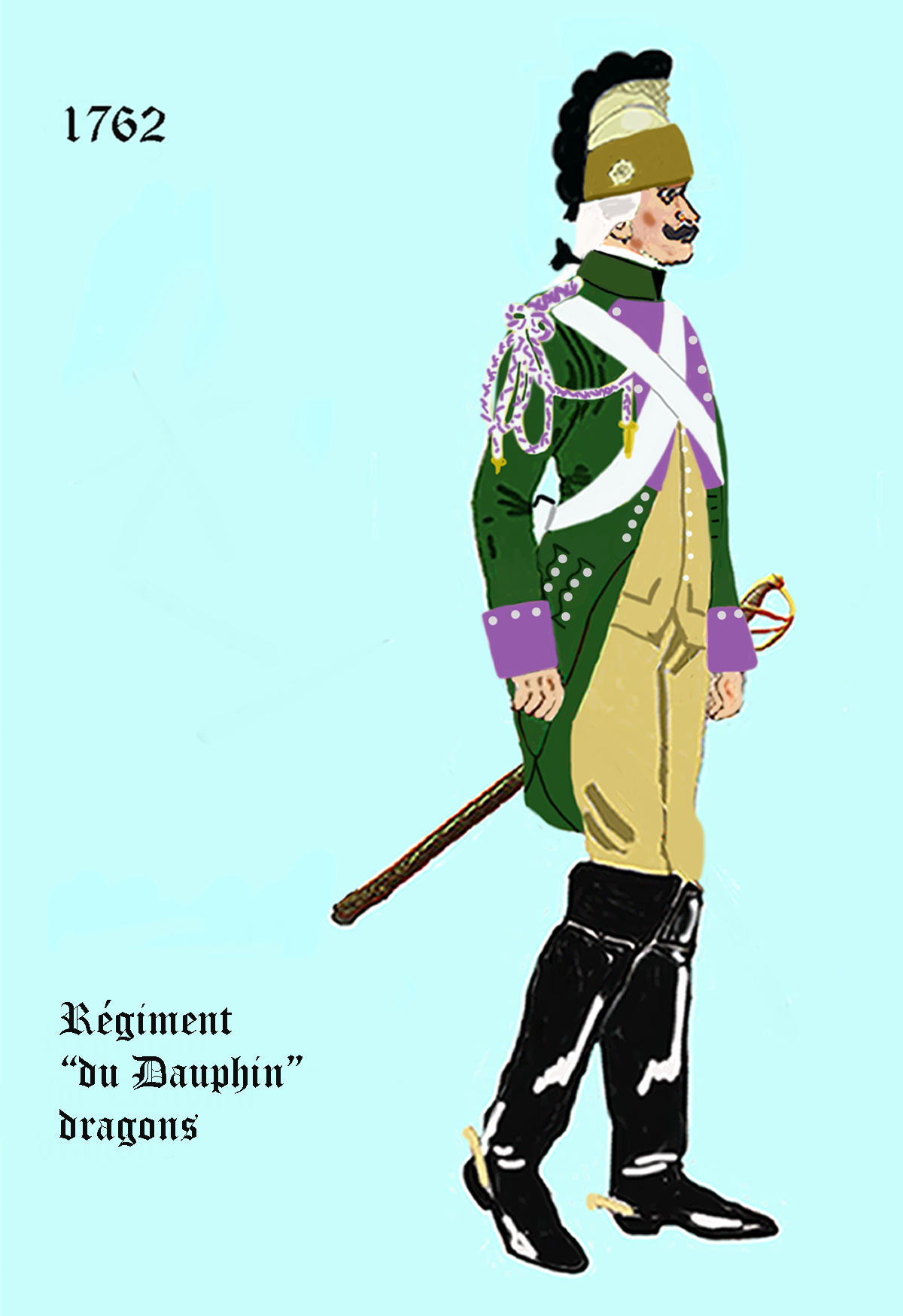
Régiment du Dauphin dragons, 1762 bis 1763
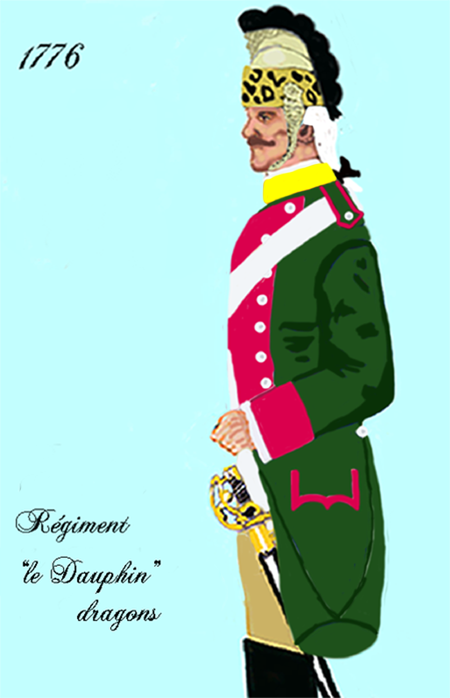
Régiment du Dauphin dragons, 1776 bis 1779
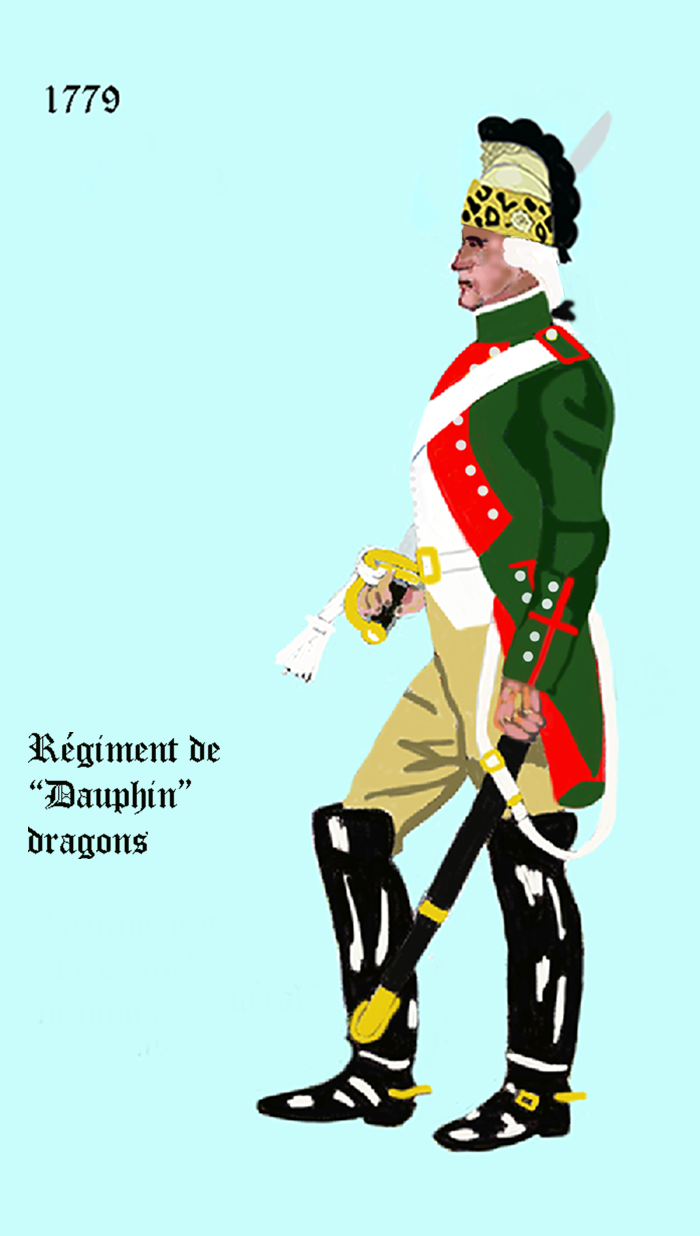
Régiment du Dauphin dragons, 1779 bis 1786
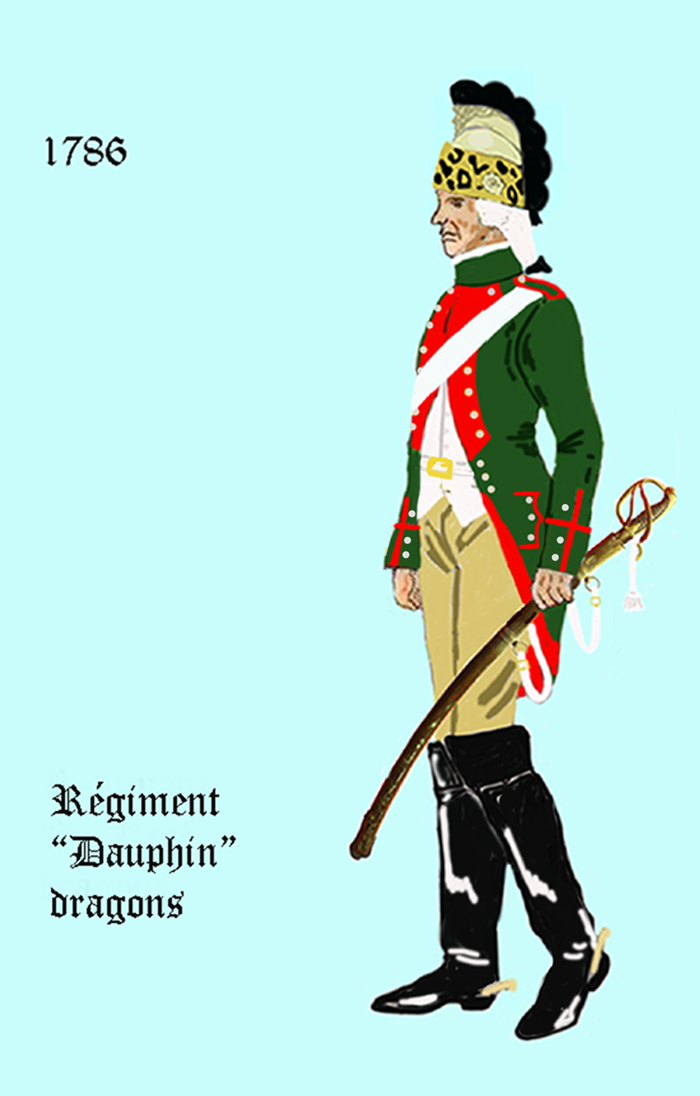
Régiment du Dauphin dragons, 1786 bis 1791
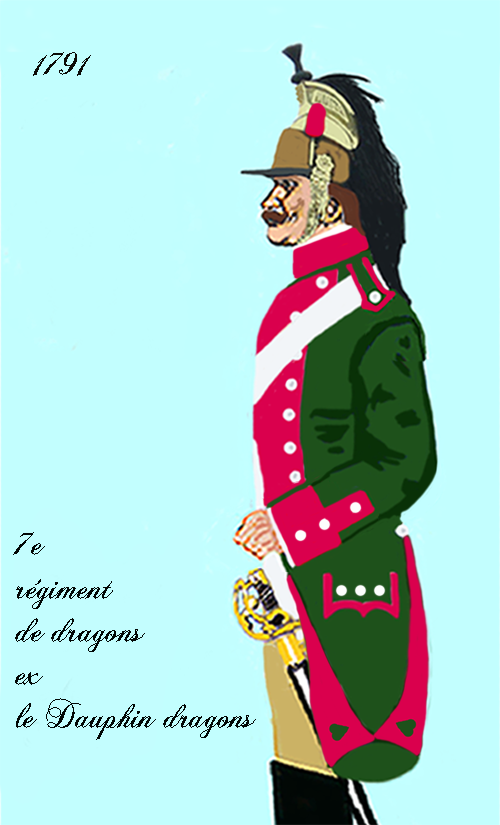
7e Régiment de dragons, nach 1791

## Geschichte

### Mestres de camp-lieutenants, Colonels-lieutenants und Colonels
Mestre de camp war von 1569 bis 1790 die Rangbezeichnung für den Regimentsinhaber und/oder den tatsächlichen Kommandanten eines Kavallerieregiments. Sollte es sich bei dem Mestre de camp um eine Person des Hochadels handeln, die an der Führung des Regiments kein Interesse hatte (wie z. B. der König oder die Königin) so wurde das Kommando dem „Mestre de camp lieutenant“ (oder „Mestre de camp en second“) überlassen. Die Bezeichnung Colonel wurde von 1791 bis 1793 und ab 1803 geführt. Von 1793 bis 1803 verwendete man in der französischen Armee auch bei der Kavallerie die Bezeichnung Chef de brigade. Ab 1791 gab es keine Regimentsinhaber mehr.
- 14. September 1673: Louis-Jules, marquis de Sauvebœuf († 1. August 1675 in Consaarbrück)
- 29. August 1675: François Annibal, comte de Longueval, Brigadier am 26. Februar 1686, Maréchal de camp am 10. März 1690, Lieutenant-général des armées du roi am 3. Januar 1696 († 1. Juni 1696)
- Mai 1692: N. de Luynes, comte d’Albert
- 31. August 1700: César de Brouilly, marquis de Wartigny, Brigadier de dragons am 29. Januar 1702, Maréchal de camp am 10. Februar 1704 († 24. Oktober 1704)
- 12. November 1704: Louis Edmond du Fossé de La Mothe, marquis de Watteville
- 8. März 1718: Sicaire Antonin Armand Auguste Nicolas d’Aydie, comte de Rions
- 1725: N. Bonnier, baron de La Mosson
- 1727: N., marquis de Vassé
- 1741: N., comte de Vassé
- 17. Juli 1742: Charles François de Granges de Surgères, marquis de Puyguyon, Brigadier am 20. Februar 1743, Maréchal de camp am 1. Mai 1745 († 6. August 1746)
- 1. Mai 1745: N., marquis de Lescure
- 20. Juli 1746: Charles François Elzéar, marquis de Vogué, ernannt zum Brigadier de cavalerie im November 1745, Maréchal de camp ab 1748, Lieutenant-général am 28. Dezember 1758
- 1. Januar 1748: Charles François d’Hervilly, comte de Canisy
- 27. März 1761: Alexandre-Rose de Lostanges-Cadrieu, comte de Lostanges de Sainte-Alvère
- 3. Januar 1770: Joseph Hyacinthe François de Paule de Rigau, comte de Vaudreuil
- 8. April 1779: Charles Henri, comte de Surgères-Puyguyon

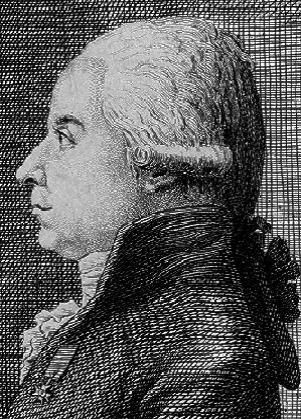
Graf Choiseul d'Aillecourt, als Deputierter um 1789

- 10. März 1788: Graf Michel-Félix-Victor de Choiseul d'Aillecourt
- 25. Juli 1791: Claude de Guibert
- 23. November 1791: N. de Revigliase
- 12. Februar 1792: N. d’Averhoult
- 3. September 1792: Adrien Jacques Maurice de Cambis
- 20. Januar 1794: Jean Joseph Bourgairolles
- 21. März 1797: Chef de brigade Jean Jacques Laveran
- 8. Mai 1806: Denis Étienne, baron de Séron
- 19. August 1809: Louis Xavier Joseph Veizier
- 14. Juli 1812: Louis, baron Sopransi
- 17. Januar 1814: Charles Philippe Léopold

### Kriege, an denen das Regiment teilgenommen hat
- Holländischer Krieg
- Pfälzischer Erbfolgekrieg
- Spanischer Erbfolgekrieg
- Polnischer Erbfolgekrieg
- Österreichischer Erbfolgekrieg
- Siebenjähriger Krieg
- Koalitionskriege

### Feldzüge und Schlachten (Auszug)
Holländischer Krieg
- 1673: Einnahme von Sarrebourg
- 1674: Schlacht bei Seneffe
- 1675: Schlacht an der Konzer Brücke[2]
- 1678: Belagerung von Ypern
- 1694–1695: Feldzug in Flandern

Spanischer Erbfolgekrieg
- 1702: Schlacht bei Luzzara, verlustreicher Einsatz zu Fuß
- 1705: Schlacht bei Cassano
- 1706: Schlacht von Turin

Im Polnischen Erbfolgekrieg wurde die Einheit zur „Armée d'Italie“ (Italienarmee) transferiert und war 1734 an der Eroberung der Lombardei rund um Mailand beteiligt.
- Schlacht bei Parma
- Schlacht bei Guastalla

Im Österreichischen Erbfolgekrieg 1741 Verlegung nach Böhmen, Verteidigung von Prag.
- 1744: Belagerung von Menen

Im Siebenjährigen Krieg war das Regiment zunächst in der Guyenne, besetzte sodann Dünkirchen und Bergues, und wurde 1761 nach Deutschland entsandt.
- Juni 1761: Rückzug bei Hohenkirchen unter Marschall Soubise

In den Koalitionskriegen als 7e Régiment de dragons Teilnahme an den Feldzügen 1792 bis 1794 in der Armée du Nord.
- 1792: Schlacht bei Jemappes
- Feldzüge der Jahre IV und V in der Armée de Sambre-et-Meuse; im Jahr VI in der Westarmee und der Armée de Mayence; im Jahr VII ebendort und in der Armée d'Italie, wo es auch in den Jahren VIII und IX eingegliedert war
- Feldzüge der Jahre XII bis XIV in der Armée de Naples
- 1806: Armeen von Neapel und Italien; 1807 bis 1811 meist Italien
- 1809: Schlacht bei Wagram
- 1812 und 1813: in der Armee von Italien und in der 3. Kavallerie-Division der Reserve der Grande Armée in Russland und Sachsen;
- 1814: als Régiment des dragons d’Angoulême im 1. Kavallerie-Corps (der Traditionsname Dauphin dragons wurde kurzzeitig vom 5e régiment de dragons übernommen)
- 1815: in der 4. Reserve-Kavalleriedivision.

### Standorte (Auszug)
- 1674: Rodemack, Abwehr eines Überfalls durch Lieutenant-colonel de Beuzelet
- 1695: Namur, der Comte d’Albert gelang verkleidet aus Paris zu seinem belagerten Regiment
- 1729: Feldlager von Carignan
- 1734: Guastalla
- 1738: Conflans[1]
- 1748: Strassburg[3]
- 1753: Libourne
- 1761: Dünkirchen
- 1763: Friedensquartier in Thionville, Reorganisation
- 1763: Versailles, unter Colonel comte de Lostanges
- 1766: Épinal
- 1773: Libourne
- 1781: Metz
- 1788: Feldlager von Metz
- 1790: Rouen
- 1791: Thionville, Umbenennung in 7e Régiment de dragons